# Adelajda del Vasto
Adelajda del Vasto (Adelasia, Azalaïs) je bila kot tretja žena Rogerija I. Sicilskega  grofica Sicilije in kot žena Balduina I. Jeruzalemskega kraljica Jeruzalemskega kraljestva. Od leta 1101 do 1112 je bila [regent]ka svojega mladoletnega sina Rogerija II. Sicilskega, * okoli 1075, Savona, † 16. april 1118, Sicilija.

## Družina
Adelajda je bila hčerka Manfreda del Vasto, brata Bonifacija del Vasto, markiza Zahodne Ligurije. Stric je imel v Liguriji veliko politično moč. V Rogerijevih dejanjih je opisan kot  "najbolj priznan italijanski markiz". Očetov družina je bola frankovskega porekla. Stara starša po očetovi strani sta bila Teto II. del Vasto in njegova žena Berta Torinska, hčerka mejnega grofa Ulrika Manfreda II. Torinskega.

## Grofica Sicilije
Leta 1089 se je poročila z Rogerijem I., njena sestra pa z Rogerijevim nezakonskim sinom Jordanom. Leta 1101 je Rogerij umrl. Adelajda je postala regentka za svoja  mladoletna sinova Simona In Rogerija II. Stara je bila samo okoli 26 let. Med njenim mandatom je emir Kristodul preselil svoj dvor v Palermo, ki je postal glavno mesto Sicilskega kraljestva. 
Takoj zatem, ko je postala regentka, je v delih Kalabrije in Sicilije izbruhnil upor. Normanski menih Orderik Vitalis omenja, da je Adelajda upor kruto zatrla, vendar uporaba sile ni zmanjšala njenega ugleda. Opat Aleksander iz Teleseja jo v svoji Zgodovini opisuje kot "najbolj preudarno žensko, ki je kdaj vladala v grofiji". V grški in arabski listini iz leta 1109 je Adelajda opisana kot  "velika vladarica,  malika (kraljica) Sicilije in Kalabrije in zaščitnica krščanske vere".
Adelajdin starejši sin Simon, ki  je bil ustoličen pri osmih ali devetih letih, je leta 1105 umrl. Adelajda je ponovno postala regentka,  tokrat za mlajšega sina Rogerija II.  Regentstvo se je končalo s sinovo polnoletnostjo leta 1112.  Uradni dokumenti z njenim podpisom dokazujejo, da je igrala pomembno vlogo tudi po letu 1112.
Adelajda in za njo Rogerij II. sta se odločila, da bosta vladala s pomočjo domačih uradnikov in ne tujih svetovalcev, kar se je odrazilo v njunem poznavanju otoka, prebivalcev in njihove kulture. Skrbela je tudi za grške samostane na Siciliji.

## Kraljica Jeruzalemskega kraljestva
Balduin I. se je po smrti prve žene Godehilde kot edeški grof leta 1097 poročil z Ardo Armensko. Arda je bila zanj politično zanimiva samo v Edesi z večinskim armenskim prebivalstvom. Ko je leta 1100 postal jeruzalemski kralj, Arde ni več potreboval in jo je okoli leta 1105 poslal v samostan. 
Leta 1112 je začel razmišljati, da bi se znova poročil. Latinski jeruzalemski patriarh Arnulf mu je za ženo predlagal Adelajdo, ker je bil Rogerij II. dovolj star za samostojno vladanje na Siciliji. Adelajda je privolila v poroko pod pogojem, da jeruzalemsko krono nasledi Rogerij II., če bo njun zakon ostal brez otrok. Adelajda je s seboj pripeljala ogromno vsoto krvavo potrebnega denarja, nekaj muslimanskih lokostrelcev in okoli tisoč sicilskih vojakov.
Adelajda je bila že dobro v srednjih letih, zato naslednikov ni bilo mogoče kar pričakovati.  Razen tega so Balduina obtožili za bigamijo, ker je bila njegova druga žena Arda še živa. Papež je patriarha Arnulfa odstavil in mu leta 1116 obljubil vrnitev položaja, če Balduinovo poroko z Adelajdo razveljavi. Leta 1117 je bila poroka razveljavljena in Adelajda se je morala vrniti na Sicilijo. 

## Smrt
16. aprila 1118 je Adelajda umrla. Pokopali so jo v Pattiju v severovzhodni Siciliji.

## Zapuščina
Rogerij II., besen zaradi ponižanja svoje matere, Balduinu I. nikoli ni odpustil njegovega ravnanja. Med drugo križarsko vojno ni križarskim državam nudil prav nobene podpore. Viljem iz Tira je takole opisal posledice njegove odločitve: 
"Adelajdin sin je bil neizmerno ogorčen, ker so njegovo mater poslali domov. Smrtno zasovražil je tako (Jeruzalemsko) kraljestvo kot njene prebivalce. Drugi krščanski knezi iz različnih delov sveta so naše otroško kraljestvo okrepili bodisi z osebnim prihodom bodisi z darili. On in njegovi nasledniki se  vse do danes niso niti poskušali pobotati niti izrekli eno samo prijateljsko besedo, čeprav bi nam lahko pomagali veliko laže kot drugi. Zaradi spomina na krivico, ki jo je storila ena sama oseba, so se  neupravičeno maščevali vsem ljudem".